# Igor Novák (1975)
Igor Novák (* 30. ledna 1975 Prešov) je bývalý slovenský fotbalista. Jeho otcem byl československý fotbalový reprezentant Igor Novák.

## Fotbalová kariéra
V československé nejvyšší soutěži nastoupil za Tatran Prešov ve třech utkáních, aniž by skóroval.

## Ligová bilance
| Ročník                                   | Zápasy | Góly | Minuty | Klub          |
| ---------------------------------------- | ------ | ---- | ------ | ------------- |
| 1. československá fotbalová liga 1992/93 | 3      | 0    | –      | Tatran Prešov |
| CELKEM                                   | 3      | 0    | –      |               |